# Dršňa
Dršňa je potok na západním Slovensku, který protéká územím okresu Topoľčany, je levostranným přítokem řeky Nitry a má délku 13,7 km.

## Popis
Pramení v pohoří Tribeč, v podcelku Veľký Tribeč, na severozápadním svahu Javorového vrchu (730 m n. m.) v nadmořské výšce kolem 610 m n. m.
Potok od pramene krátce teče na sever, pak se stáčí na severozápad a za obcí Krnča se velkým obloukem stáčí na jihozápad, kde ústí západně od obce Solčany v nadmořské výšce 162 m n. m. do řeky Nitry.